# 崔润喜
崔润喜（韓語：최윤희，1956年6月9日— ），韓國海軍上將、第38屆聯合參謀本部議長（三軍總參謀長）。在担任海军作战司令官时兼任代理天安舰遇袭事件的事后处理及维持海上警戒态势。2011年10月17日正式獲任为第29届大韩民国海军参谋总长。2年的海軍总长任期结束后，2013年10月16日則出任首位海军出身的合參议长。

## 学历
- 1977年: 海軍官校（朝鲜语：대한민국 해군사관학교）31期毕业
- 1981年: 美国海军 战斗兵学校 反潜課程结业
- 1987年: 美国海军大学参谋課程
- 1992年: 国防参谋大学
- 2003年: 国防大学 安保政策課程
- 2006年: 京畿大学外交安保管理学硕士研究生
- 2006年: 美国马里兰大学 将军政策研修

### 晋升
- 1977年: 授階軍官
- 2003年: 准将
- 2005年: 少将
- 2008年: 中将
- 2011年: 上将

## 履历
- 1996年1月─1998年1月：总统秘书室国防事務官
- 1998年1月─1999年1月：庆北号护卫舰舰长
- 2000年1月─2003年1月：海军作战司令部作战参谋处长
- 2004年1月─2005年4月：海军第5混成戰團（朝鲜语：대한민국 5성분전단）戰團長
- 2005年2月─2005年9月：海军巡航训练舰队司令官
- 2005年4月─2006年3月：海军官校副校长
- 2006年11月─2008年11月：海军本部人事参谋部长
- 2008年11月─2010年6月：海军官校校长
- 2010年6月─2011年10月：海军参谋次长
- 2011年10月─2013年9月：海军参谋总长（第29任）
- 2013年10月─2015年10月：聯合参谋本部议长